# گی (ویرجینیای غربی)
گی (به انگلیسی: Gay) یک منطقهٔ مسکونی در ایالات متحده آمریکا است که در شهرستان جکسون، ویرجینیای غربی واقع شده‌است.